# Phare de Vieste
Le phare de Vieste (en italien : Faro di Vieste) est un phare situé sur l'îlot de Santa Eufemia, en face de la ville de Vieste, dans la région des Pouilles en Italie. Il est géré par la Marina Militare.

## Histoire
Le phare a été construit sur un plan de Francesco Saverio Gatta sur l'îlot devant Vieste. Le phare a été automatisé en 1997. Le phare reçoit son électricité par une ligne électrique aérienne du continent. À l’est du phare, se trouve une tour à claire-voie indépendante isolée contre le sol, utilisée pour un émetteur GPS différentiel fonctionnant à 292,5 kHz.

## Description
Le phare  est une tour octogonale en maçonnerie de 27 m de haut, avec galerie et lanterne, surmontant une maison de gardien de deux étages. Le phare est peint en blanc et le dôme de la lanterne est gris métallique. Il émet, à une hauteur focale de 40 m, trois brefs éclats blancs toutes les 15 secondes. Sa portée est de 25 milles nautiques (environ 46 km) pour le feu principal et 18 milles nautiques (environ 33 km) pour le feu de veille.
Identifiant : ARLHS : ITA-090 ; EF-3816 - Amirauté : E2288 - NGA : 11040.

## Caractéristiques dufeu maritime
Fréquence : 15 s (W-W-W)
- Lumière : 0.2 seconde
- Obscurité : 2.8 secondes
- Lumière : 0.2 seconde
- Obscurité : 2.8 secondes
- Lumière : 0.2 seconde
- Obscurité : 8.8 secondes

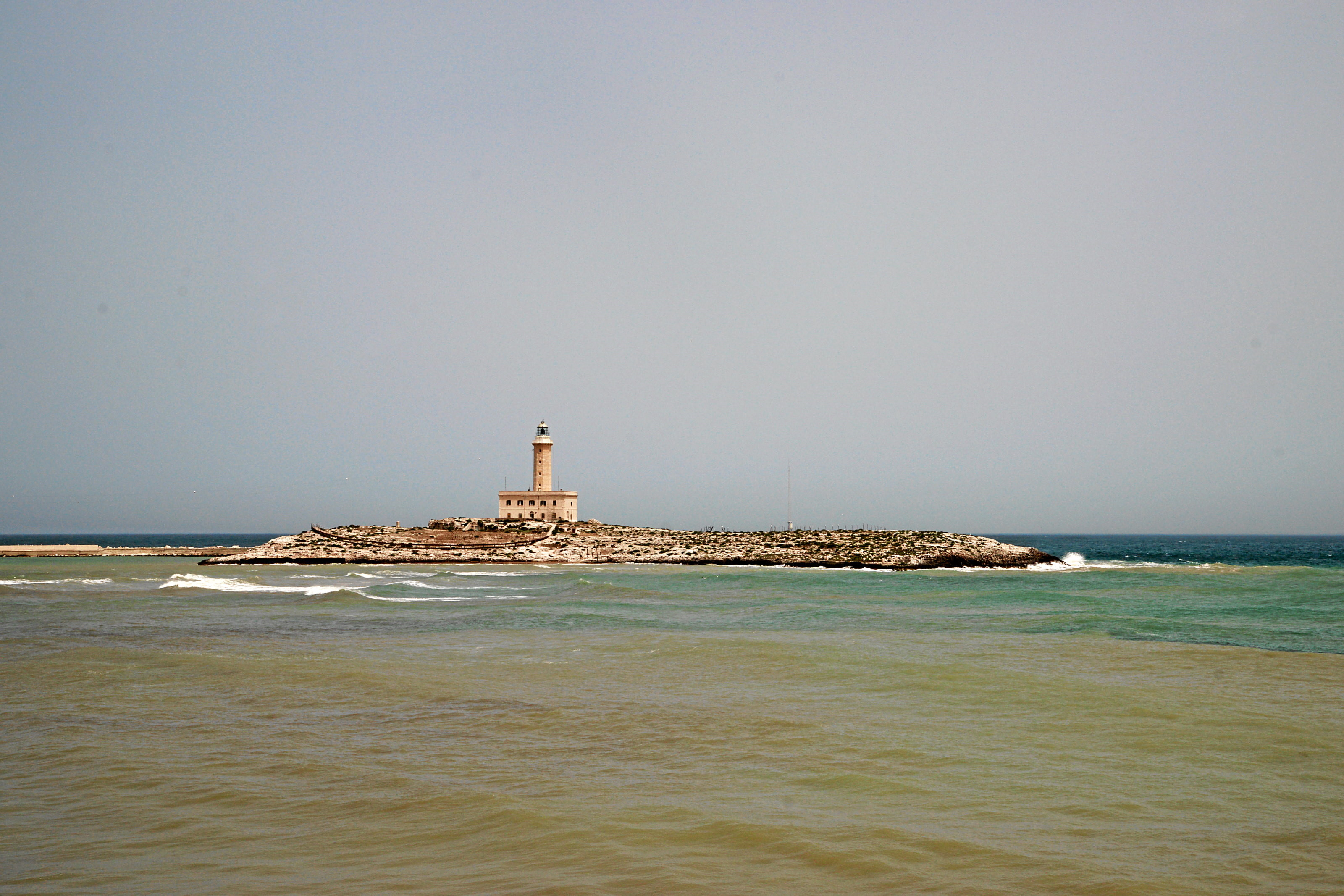
L'îlot Sant Eufemia.
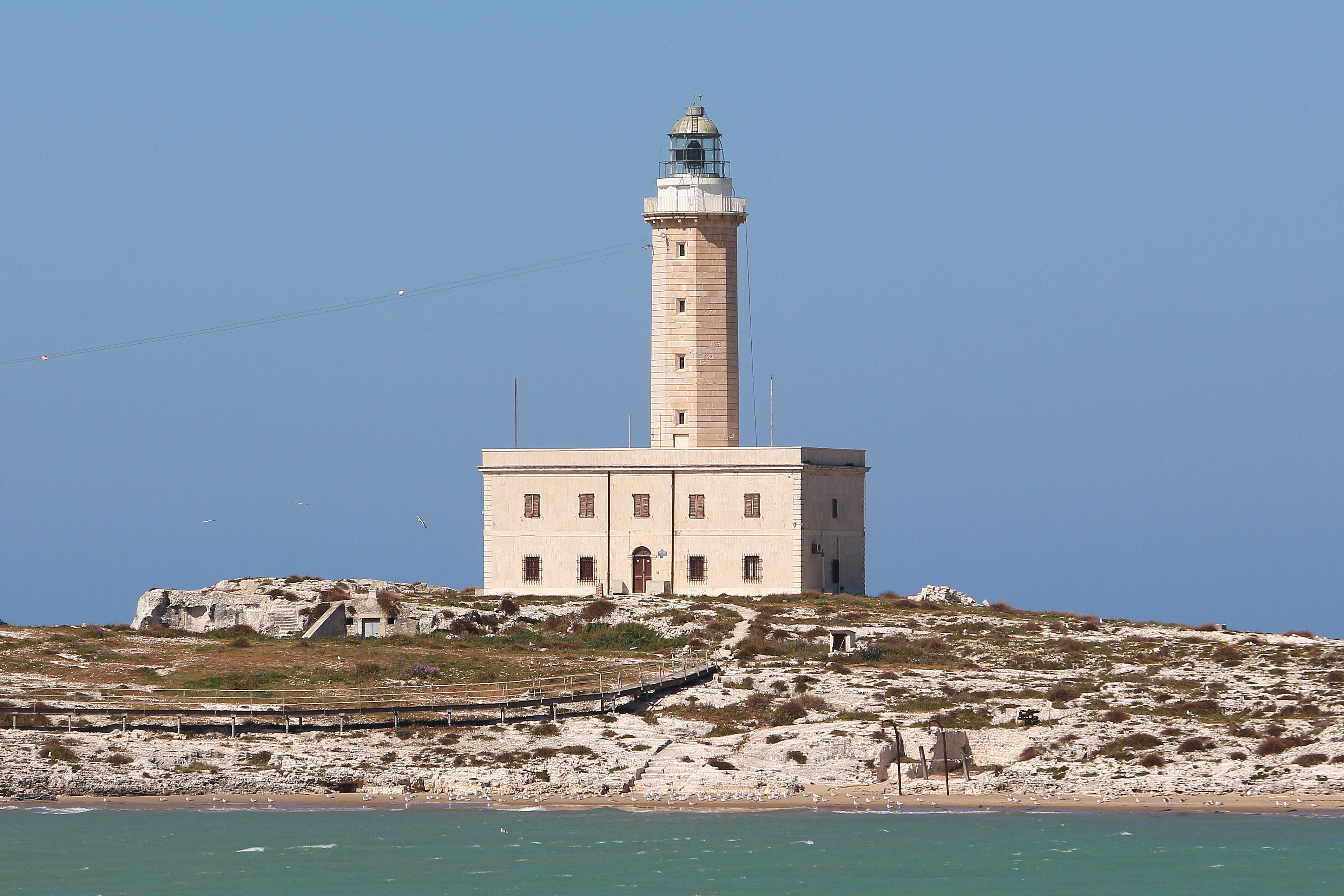
Le phare.

### Lien connexe
- Liste des phares de l'Italie